# Setariola sericea
Setariola sericea é uma espécie de insetos coleópteros polífagos pertencente à família Languriidae.
A autoridade científica da espécie é Mulsant & Rey, tendo sido descrita no ano de 1863.
Trata-se de uma espécie presente no território português.